# 奥洛讷堡
奥洛讷堡（法語：Château-d'Olonne，法語發音：[ʃato dɔlɔn]）是法国卢瓦尔河地区大区旺代省的一个旧市镇，属于莱萨布勒多洛讷区。2019年1月1日，奥洛讷堡和相邻的莱萨布勒多洛讷及滨海奥洛讷合并为新的莱萨布勒多洛讷。

## 地理
奥洛讷堡（46°30'15"N, 1°44'14"W）面积31.22 平方千米，位于法国卢瓦尔河地区大区旺代省，该省份为法国西部沿海省份，北起大西洋卢瓦尔省和曼恩-卢瓦尔省，西临大西洋，南至滨海夏朗德省，东部及东南部与德塞夫勒省接壤。
与奥洛讷堡接壤的市镇（或旧市镇、城区）包括：滨海奥洛讷、莱萨布勒多洛讷、圣富瓦、塔尔蒙-圣伊莱尔。

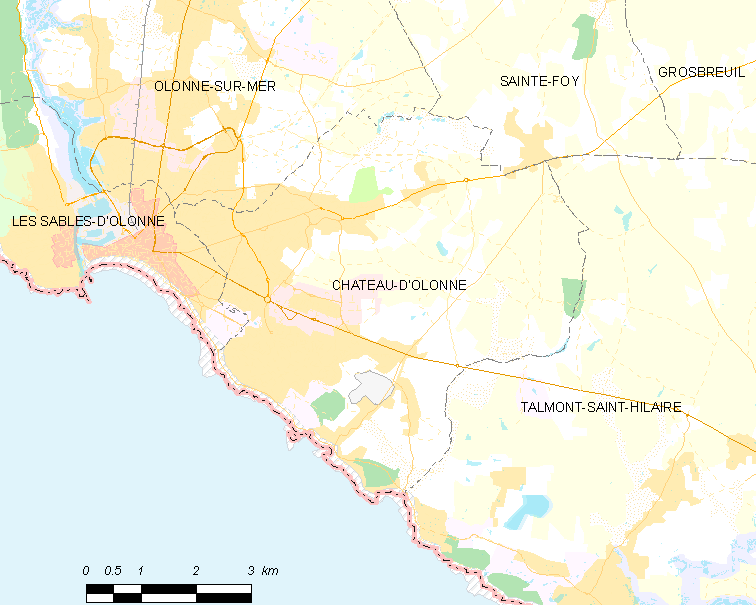
奥洛讷堡的OSM定位图

奥洛讷堡的时区为UTC+01:00、UTC+02:00（夏令时）。

## 行政
奥洛讷堡的邮政编码为85180，INSEE市镇编码为85060。

## 政治
奥洛讷堡所属的省级选区为莱萨布勒多洛讷县。

## 人口

1962-2008年间奥洛讷堡人口变化图示

奥洛讷堡于2017年1月1日时的人口数量为14411人。